# Vernatun
Le Vernadoun est un cercle littéraire arménien établi en 1899 par Hovhannès Toumanian. Les réunions des membres de ce cercle se déroulaient au quatrième étage de la résidence de Toumanian, située à Tiflis, sur la rue Bebutov au 44e (aujourd’hui Amaghleba 18e), d'où son nom « Vernadoun » qui signifie « grenier » en arménien.
Les membres se rencontraient deux fois par semaine, les jeudis et samedis afin de débattre, discuter des nouveaux écrits d'écrivains d'ailleurs sur le globe ainsi que pour présenter les œuvres de ses membres et les faire passer par un premier jugement. Le groupe dura jusqu'en 1908. Ce cercle littéraire est considéré comme le prédécesseur de l'« Association des Écrivains Arméniens du Caucase » qui eut Hovhannès Toumanian comme premier président.

## Membres
- Hovhannès Toumanian
- Ghazaros Aghayan
- Avetik Issahakian
- Levon Shant
- Dérenik Demirdjian
- Nikol Aghbalian (en)
- Vrtanes Papazian

Des intellectuels de milieux divers ont aussi participé occasionnellement à ces rencontres, dont le prêtre et ethnomusicologue Komitas.